# 見延和靖
見延 和靖（みのべ かずやす、1987年〈昭和62年〉7月15日 - ）は、現役の日本のフェンシング選手。福井県越前市出身。種目はエペ。武生商業高等学校を経て、法政大学法学部を卒業。Nexus所属、マネジメントはスポーツビズ。左利き。
2021年開催の東京オリンピックフェンシング男子エペ団体金メダリスト。全個人種目を通じて日本選手として初めて年間ランキングで世界1位を獲得した。

## 来歴
最初に熱中していたスポーツはバレーボールだったが、父親のアドバイスにて高校でフェンシングを手にする。2008年に国際大会のデビューを果たし、日本のナショナルチームへ加入。
2021年に開催された東京オリンピックのフェンシング男子エペ個人では3回戦まで進んだが、韓国の朴相永に6-15で敗れ準々決勝進出を逃した。同年7月30日には男子エペ団体にキャプテンとして出場し、1回戦のアメリカ戦の第8ピリオドでリザーブメンバーの宇山賢と交代する。東京オリンピック特別ルールでは、リザーブ選手と交代した時点でそれ以降の試合には一切出場できなくなるために2回戦以降はずっとベンチからの応援となったが、見延はジャージに着替えることなくユニフォーム姿のまま応援を続けた。その後、勝ち進んだ日本チームは決勝戦でロシアオリンピック委員会（ROC）に勝利して優勝。フェンシング競技で日本初の金メダリストとなった。同年、紫綬褒章受章。
東京オリンピック フェンシング 男子エペ団体において金メダルを獲得した功績をたたえ、2021年12月13日、福井県越前市の越前市役所西側に記念のゴールドポスト（第26号）が設置された（ゴールドポストプロジェクト）。
2024年パリオリンピック男子エペ団体において銀メダルを獲得。所属クラブが東京都練馬区にあること、また、自身も同区内在住経験もある縁から2024年9月5日に、練馬区民栄誉賞を授与された。